# Boogie Stop Shuffle
Pour les articles homonymes, voir Boogie, Stop et Shuffle.
Clip vidéo
[vidéo] « Charles Mingus - Boogie Stop Shuffle », sur YouTube
[vidéo] « Quincy Jones - Boogie Stop Shuffle », sur YouTube
Boogie Stop Shuffle est un standard de jazz post-bop latin jazz, composé par le pianiste-contrebassiste-compositeur de jazz américain Charles Mingus,, enregistré avec son big band jazz sur son album Mingus Ah Um de 1959 (intronisé en 2013 au Grammy Hall of Fame Award et au Registre national des enregistrements de la bibliothèque du Congrès des États-Unis). Il est repris et arrangé avec succès en particulier par Quincy Jones pour son album Big Band Bossa Nova de 1962.

## Histoire

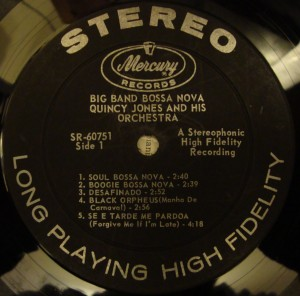
Album Big Band Bossa Nova de Quincy Jones (1962)

A l'image du célèbre succès fondateur du jazz afro-cubain Manteca de Dizzy Gillespie (1947), Charles Mingus compose ce titre post-bop latin jazz frénétique inspiré d'un mélange d'airs de jazz bebop, boogie-woogie, shuffle, et de latin jazz bossa nova, sur base d'un riff musical de contrebasse et de timbales ostinato répétitif, à la fois lancinant et frénétique, avec un tempo élevé de 129 battements par minute,,, et de successions de solos déchaînés de piano, de saxophones (dignes du maître fondateur du bebop Charlie Parker), de trombone, et de batterie, repris et accompagnés (avec la puissance d'un big band jazz) par les gémissements de sa section cuivre. 
Il l'enregistre avec son sextet jazz (avec entre autres Better Git In Your Soul) au CBS 30th Street Studio de Columbia Records à New York, pour son album  Mingus Ah Um (en latin), un des plus emblématiques de sa carrière.

## Big band sextet de Charles Mingus
- Charles Mingus : contrebasse, chef d'orchestre
- Booker Ervin, Shafi Hadi : saxophones
- Willie Dennis (en) : trombone
- Horace Parlan : piano
- Dannie Richmond : batterie